# Screen Actors Guild Award voor een uitstekende prestatie door een mannelijke acteur in een dramaserie
De Screen Actors Guild Award voor een uitstekende prestatie door een mannelijke acteur in een dramaserie (Engels: Outstanding Performance by a Male Actor in a Drama Series) wordt sinds 1994 uitgereikt. Dennis Franz mocht de prijs als eerste in ontvangst nemen.

## Winnaars en genomineerden
De winnaars staan bovenaan in vette letters op een gele achtergrond. De overige acteurs en series die werden genomineerd staan eronder vermeld in alfabetische volgorde.

### 1994-1999
| Jaar             | Acteur                         | Serie |
| ---------------- | ------------------------------ | ----- |
| 1994 (1e)        |                                |       |
| Dennis Franz     | NYPD Blue                      |       |
| Héctor Elizondo  | Chicago Hope                   |       |
| Mandy Patinkin   | Chicago Hope                   |       |
| Tom Skerritt     | Picket Fences                  |       |
| Patrick Stewart  | Star Trek: The Next Generation |       |
| 1995 (2e)        |                                |       |
| Anthony Edwards  | ER                             |       |
| George Clooney   | ER                             |       |
| David Duchovny   | The X-Files                    |       |
| Dennis Franz     | NYPD Blue                      |       |
| Jimmy Smits      | NYPD Blue                      |       |
| 1996 (3e)        |                                |       |
| Dennis Franz     | NYPD Blue                      |       |
| George Clooney   | ER                             |       |
| David Duchovny   | The X-Files                    |       |
| Anthony Edwards  | ER                             |       |
| Jimmy Smits      | NYPD Blue                      |       |
| 1997 (4e)        |                                |       |
| Anthony Edwards  | ER                             |       |
| David Duchovny   | The X-Files                    |       |
| Dennis Franz     | NYPD Blue                      |       |
| Jimmy Smits      | NYPD Blue                      |       |
| Sam Waterston    | Law & Order                    |       |
| 1998 (5e)        |                                |       |
| Sam Waterston    | Law & Order                    |       |
| David Duchovny   | The X-Files                    |       |
| Anthony Edwards  | ER                             |       |
| Dennis Franz     | NYPD Blue                      |       |
| Jimmy Smits      | NYPD Blue                      |       |
| 1999 (6e)        |                                |       |
| James Gandolfini | The Sopranos                   |       |
| David Duchovny   | The X-Files                    |       |
| Dennis Franz     | NYPD Blue                      |       |
| Rick Schroder    | NYPD Blue                      |       |
| Martin Sheen     | The West Wing                  |       |

### 2000-2009
| Jaar              | Acteur                        | Serie |
| ----------------- | ----------------------------- | ----- |
| 2000 (7e)         |                               |       |
| Martin Sheen      | The West Wing                 |       |
| Tim Daly          | The Fugitive                  |       |
| Anthony Edwards   | ER                            |       |
| Dennis Franz      | NYPD Blue                     |       |
| James Gandolfini  | The Sopranos                  |       |
| 2001 (8e)         |                               |       |
| Martin Sheen      | The West Wing                 |       |
| Richard Dreyfuss  | The Education of Max Bickford |       |
| Dennis Franz      | NYPD Blue                     |       |
| James Gandolfini  | The Sopranos                  |       |
| Peter Krause      | Six Feet Under                |       |
| 2002 (9e)         |                               |       |
| James Gandolfini  | The Sopranos                  |       |
| Michael Chiklis   | The Shield                    |       |
| Martin Sheen      | The West Wing                 |       |
| Kiefer Sutherland | 24                            |       |
| Treat Williams    | Everwood                      |       |
| 2003 (10e)        |                               |       |
| Kiefer Sutherland | 24                            |       |
| Peter Krause      | Six Feet Under                |       |
| Anthony LaPaglia  | Without a Trace               |       |
| Martin Sheen      | The West Wing                 |       |
| Treat Williams    | Everwood                      |       |
| 2004 (11e)        |                               |       |
| Jerry Orbach      | Law & Order                   |       |
| Hank Azaria       | Huff                          |       |
| James Gandolfini  | The Sopranos                  |       |
| Anthony LaPaglia  | Without a Trace               |       |
| Kiefer Sutherland | 24                            |       |
| 2005 (12e)        |                               |       |
| Kiefer Sutherland | 24                            |       |
| Alan Alda         | The West Wing                 |       |
| Patrick Dempsey   | Grey's Anatomy                |       |
| Hugh Laurie       | House                         |       |
| Ian McShane       | Deadwood                      |       |
| 2006 (13e)        |                               |       |
| Hugh Laurie       | House                         |       |
| James Gandolfini  | The Sopranos                  |       |
| Michael C. Hall   | Dexter                        |       |
| James Spader      | Boston Legal                  |       |
| Kiefer Sutherland | 24                            |       |
| 2007 (14e)        |                               |       |
| James Gandolfini  | The Sopranos                  |       |
| Michael C. Hall   | Dexter                        |       |
| Jon Hamm          | Mad Men                       |       |
| Hugh Laurie       | House                         |       |
| James Spader      | Boston Legal                  |       |
| 2008 (15e)        |                               |       |
| Hugh Laurie       | House                         |       |
| Michael C. Hall   | Dexter                        |       |
| Jon Hamm          | Mad Men                       |       |
| William Shatner   | Boston Legal                  |       |
| James Spader      | Boston Legal                  |       |
| 2009 (16e)        |                               |       |
| Michael C. Hall   | Dexter                        |       |
| Simon Baker       | The Mentalist                 |       |
| Bryan Cranston    | Breaking Bad                  |       |
| Jon Hamm          | Mad Men                       |       |
| Hugh Laurie       | House                         |       |

### 2010-2019
| Jaar                | Acteur                 | Serie |
| ------------------- | ---------------------- | ----- |
| 2010 (17e)          |                        |       |
| Steve Buscemi       | Boardwalk Empire       |       |
| Bryan Cranston      | Breaking Bad           |       |
| Michael C. Hall     | Dexter                 |       |
| Jon Hamm            | Mad Men                |       |
| Hugh Laurie         | House                  |       |
| 2011 (18e)          |                        |       |
| Steve Buscemi       | Boardwalk Empire       |       |
| Patrick J. Adams    | Suits                  |       |
| Kyle Chandler       | Friday Night Lights    |       |
| Bryan Cranston      | Breaking Bad           |       |
| Michael C. Hall     | Dexter                 |       |
| 2012 (19e)          |                        |       |
| Bryan Cranston      | Breaking Bad           |       |
| Steve Buscemi       | Boardwalk Empire       |       |
| Jeff Daniels        | The Newsroom           |       |
| Jon Hamm            | Mad Men                |       |
| Damian Lewis        | Homeland               |       |
| 2013 (20e)          |                        |       |
| Bryan Cranston      | Breaking Bad           |       |
| Steve Buscemi       | Boardwalk Empire       |       |
| Jeff Daniels        | The Newsroom           |       |
| Peter Dinklage      | Game of Thrones        |       |
| Kevin Spacey        | House of Cards         |       |
| 2014 (21e)          |                        |       |
| Kevin Spacey        | House of Cards         |       |
| Steve Buscemi       | Boardwalk Empire       |       |
| Peter Dinklage      | Game of Thrones        |       |
| Woody Harrelson     | True Detective         |       |
| Matthew McConaughey | True Detective         |       |
| 2015 (22e)          |                        |       |
| Kevin Spacey        | House of Cards         |       |
| Peter Dinklage      | Game of Thrones        |       |
| Jon Hamm            | Mad Men                |       |
| Rami Malek          | Mr. Robot              |       |
| Bob Odenkirk        | Better Call Saul       |       |
| 2016 (23e)          |                        |       |
| John Lithgow        | The Crown              |       |
| Sterling K. Brown   | This Is Us             |       |
| Peter Dinklage      | Game of Thrones        |       |
| Rami Malek          | Mr. Robot              |       |
| Kevin Spacey        | House of Cards         |       |
| 2017 (24e)          |                        |       |
| Sterling K. Brown   | This Is Us             |       |
| Jason Bateman       | Ozark                  |       |
| Peter Dinklage      | Game of Thrones        |       |
| David Harbour       | Stranger Things        |       |
| Bob Odenkirk        | Better Call Saul       |       |
| 2018 (25e)          |                        |       |
| Jason Bateman       | Ozark                  |       |
| Sterling K. Brown   | This Is Us             |       |
| Joseph Fiennes      | The Handmaid's Tale    |       |
| John Krasinski      | Tom Clancy's Jack Ryan |       |
| Bob Odenkirk        | Better Call Saul       |       |
| 2019 (26e)          |                        |       |
| Peter Dinklage      | Game of Thrones        |       |
| Sterling K. Brown   | This Is Us             |       |
| Steve Carell        | The Morning Show       |       |
| Billy Crudup        | The Morning Show       |       |
| David Harbour       | Stranger Things        |       |

### 2020-2029
| Jaar              | Acteur                | Serie |
| ----------------- | --------------------- | ----- |
| 2020 (27e)        |                       |       |
| Jason Bateman     | Ozark                 |       |
| Sterling K. Brown | This Is Us            |       |
| Josh O'Connor     | The Crown             |       |
| Bob Odenkirk      | Better Call Saul      |       |
| Regé-Jean Page    | Bridgerton            |       |
| 2021 (28e)        |                       |       |
| Lee Jung-jae      | Squid Game            |       |
| Brian Cox         | Succession            |       |
| Billy Crudup      | The Morning Show      |       |
| Kieran Culkin     | Succession            |       |
| Jeremy Strong     | Succession            |       |
| 2022 (29e)        |                       |       |
| Jason Bateman     | Ozark                 |       |
| Jonathan Banks    | Better Call Saul      |       |
| Jeff Bridges      | The Old Man           |       |
| Bob Odenkirk      | Better Call Saul      |       |
| Adam Scott        | Severance             |       |
| 2023 (30e)        |                       |       |
| Pedro Pascal      | The Last of Us        |       |
| Brian Cox         | Succession            |       |
| Billy Crudup      | The Morning Show      |       |
| Kieran Culkin     | Succession            |       |
| Matthew Macfadyen | Succession            |       |
| 2024 (31e)        |                       |       |
| Hiroyuki Sanada   | Shōgun                |       |
| Tadanobu Asano    | Shōgun                |       |
| Jeff Bridges      | The Old Man           |       |
| Gary Oldman       | Slow Horses           |       |
| Eddie Redmayne    | The Day of the Jackal |       |